# Mark McGowan
Mark McGowan AC (Newcastle, 13 juli 1967) is een Australisch advocaat, adviseur en voormalig politicus. Hij was de dertigste premier van West-Australië.

## Vroege jaren
McGowan werd in 1967 in New South Wales geboren. Zijn vader is Dennis Francis McGowan, een squashzaaleigenaar, en zijn moeder Mary Anne White, een lerares. McGowan liep school aan de 'Casino Primary School', de 'Casino High School' en de 'Coffs Harbour High School'.
In 1987 behaalde hij een Bachelor of Arts en in 1989 een Bachelor of Laws aan de universiteit van Queensland. Hij behaalde ook nog een graduaatsdiploma 'Legal Practise' aan de 'Queensland University Of Technology'.
Van 1989 tot 1996 werkte McGowan als juridisch medewerker bij de Royal Australian Navy. Hij werd luitenant op de basis 'HMAS Stirling' ten zuiden van Perth in West-Australië. In 1996 huwde hij met Sarah Anne Miller. Ze wonen in Rockingham en hebben drie kinderen.

## Politieke carrière
McGowan werd in 1984 lid van de Australian Labor Party (ALP). In 1994 werd hij tot de gemeenteraad van Rockingham verkozen. Een jaar later werd hij locoburgemeester. Op 14 december 1996 werd McGowan voor het kiesdistrict Rockingham in het West-Australische lagerhuis verkozen. Hij werd reeds vijf maal herverkozen.
Van 1997 tot 1999 was McGowan schaduwminister van lokaal bestuur. Vervolgens was hij tot 2001 woordvoerder voor toerisme, lokaal bestuur, erfgoed en sport en recreatie. In 2001 kwam de ALP aan de macht en van 2001 tot 2005 was McGowan parlementair secretaris voor premier Geoff Gallop. Van 2005 tot 2008 droeg McGowan op verschillende tijdstippen verschillende ministeriële bevoegdheden. Hij versoepelde de wetgeving voor de entertainmentindustrie en het nachtleven, onderhandelde de komst van lagekostenluchtvaartmaatschappij Jetstar naar Perth en voerde het oude lesprogramma en beoordelingssysteem in het onderwijs terug in.
Na de verkiezingsnederlaag van laborpremier Alan Carpenter in 2008 werd McGowan weer schaduwminister. Hij werd in 2012 tot oppositieleider verkozen. Na de enorme verkiezingsnederlaag van de liberale premier Colin Barnett werd McGowan op 17 maart 2017 de dertigste premier van West-Australië. McGowan startte een onderzoek naar 26 projecten die onder Barnett plaatsvonden en West-Australië met een serieuze staatsschuld opzadelden. Hij beloofde het 'Perth Freight Link'-project stop te zetten en de regels voor arbeidsmigratie te verscherpen.
Een jaar later riepen bedrijfsleiders McGowan vanwege toekomstige arbeidstekorten in de mijnbouwindustrie op om de regels aangaande arbeidsmigratie terug te versoepelen. McGowan slaagde erin een plan voor een metronet in Perth te laten goedkeuren. Hij maakte, tegen een motie van zijn partij in, fracking in West-Australië legaal. Er werd met BHP over een dispuut in verband met mijnbouwrechten onderhandeld. Dit bracht AU $ 250 miljoen op, een soms die grotendeels voor de bouw van een nieuw ziekenhuis ter vervanging van het 'King Edward Memorial Hospital' werd begroot. Eind 2019 werd euthanasie legaal in West-Australië.
McGowan en Labor wonnen de verkiezingen van maart 2021. Labor behaalde een nog nooit in West-Australië geziene meerderheid. De reusachtige overwinning zou te danken zijn aan McGowans harde aanpak tijdens de Coronapandemie. In 2023 stapte McGowan plots vroegtijdig uit al zijn politieke functies en gaf als reden extreme vermoeidheid.

## Na de politiek
Na zijn politieke carrière ging McGowan als adviseur en bestuurder in de zakenwereld aan de slag, voornamelijk in de energie- en grondstoffensector.

## Erkenning
In 1996 werd McGowan een 'Commendation for Brave Conduct' toegekend vanwege het redden van een bestuurder uit een brandend autowrak.
McGowan werd in 2024 'Companion' in de Orde van Australië.